# Kårsåsjön
Kårsåsjön är en sjö i Jokkmokks kommun i Lappland och ingår i Luleälvens huvudavrinningsområde.